# Gonzalo Parra-Aranguren
Gonzalo Parra-Aranguren (* 5. Dezember 1928 in Caracas; † 3. Dezember 2016 in Miami) war ein Jurist aus Venezuela. Er war von 1956 bis 1996 Professor an der Universidad Central de Venezuela und gehörte von 1996 bis 2009 als Richter dem Internationalen Gerichtshof in Den Haag an.

## Leben
Gonzalo Parra-Aranguren wurde 1928 in Caracas geboren und studierte bis 1950 Rechts- und Politikwissenschaften an der Universidad Central de Venezuela. Er absolvierte anschließend bis 1952 ein postgraduales Studium in vergleichender Rechtswissenschaft an der New York University und promovierte 1955 an der Ludwig-Maximilians-Universität München. Ein Jahr später wurde er Professor an der Universidad Central de Venezuela, an der er bis 1996 internationales Privatrecht lehrte. Darüber hinaus unterrichtete er von 1957 bis 1996 an der Katholischen Universität in Caracas und 1988 an der Haager Akademie für Völkerrecht.
Ab 1958 war er als Richter an verschiedenen Gerichten seines Heimatlandes tätig. Durch seine Mitarbeit in entsprechenden Gremien hatte er Einfluss auf die Gestaltung der Verfassung Venezuelas sowie auf die Rechtsprechung des Landes im Bereich des Wirtschaftsrechts und der kollisionsrechtlichen Normen im Bereich des Privatrechts. Darüber hinaus vertrat er Venezuela zwischen 1976 und 1993 bei mehreren Sitzungen der Haager Konferenz für Internationales Privatrecht. Sowohl in Venezuela als auch im Ausland wirkte er als Vermittler, auf internationaler Ebene insbesondere im Bereich von wirtschaftsrechtlichen Streitfällen. In verschiedenen Ländern fungierte er vor Gericht als Experte für venezolanisches Recht.
Ab 1985 war er Mitglied des Ständigen Schiedshofs in Den Haag. Am 28. Februar 1996 wurde er zum Richter an den Internationalen Gerichtshof gewählt. Er folgte damit seinem Landsmann Andrés Aguilar Mawdsley, der dem Gericht seit 1991 angehört hatte und am 25. Oktober 1995 vor Ablauf seiner neunjährigen Amtszeit verstorben war. Im November 1999 wurde Gonzalo Parra-Aranguren für eine turnusgemäß neunjährige Amtszeit wiedergewählt, die er von Februar 2000 bis Februar 2009 absolvierte.
Gonzalo Parra-Aranguren wurde 1979 zum Mitglied des Institut de Droit international ernannt, darüber hinaus war er auswärtiges beziehungsweise korrespondierendes Mitglied verschiedener ausländischer Akademien und Gelehrtengesellschaften im Bereich der Politikwissenschaften und des internationalen Rechts. Er starb 2016 in Miami.

## Werke (Auswahl)
- La Constitución de 1830 y los venezolanos por Naturalización. Caracas 1969
- Nuevos antecedentes sobre la Codificación Civil Venezolana 1810–1862. Caracas 1974
- La Codificación del Derecho Internacional Privado en América. Caracas 1982
- La nacionalidad venezolana. Caracas 1983
- Ensayos de Derecho Procesal Civil Internacional. Caracas 1986